# 石正丽
石正丽（1964年5月26日—），女，河南南陽市西峡人，中国病毒学家，中国科学院武汉病毒研究所（WIV）新发传染病研究中心主任，研究员职称。在COVID-19疫情期间，由于她的蝙蝠冠状病毒的研究成果，使他在大众媒体中以“蝙蝠女侠”的身份出名。

## 生平

### 教育经历
1964年出生于河南省南陽市西峡县。1980年高中畢業，1983年考入大學。1987年7月毕业于武汉大学生物系遗传专业，获理学学士学位。1990年7月毕业于中国科学院武汉病毒研究所，获硕士学位。2000年5月获法国蒙彼利埃第二大学博士学位。

### 工作经历
1990年开始在中国科学院武汉病毒研究所工作，历任研究实习员（1990年－1993年）、助理研究员（1993年－1998年）、副研究员（1998年－2000年）、研究员（2000年10月起）。兼任《病毒学报》编委、湖北省微生物学会常务理事、中国微生物学会病毒专业委员会委员等职务。2017年始任《中国病毒学》主编。
自2013年起，作为骨干人员参与中国科学院海外科教基地建设计划中非联合研究中心项目，并担任中非中心微生物分中心主任。
2024年5月，转赴广州实验室担任研究员。

## 科学贡献
长期从事新发病毒的研究。在病毒的分离和鉴定、基因组学、病毒的检测技术、病毒的分子流行病学研究等方面颇具经验。
SARS事件暴发后，石正丽亲自带领研究团队，在全国各地调查蝙蝠栖息洞穴，采集各类蝙蝠样品做病毒检测，寻找SARS病毒踪迹。2013年将成果发表于《自然》杂志，为SARS蝙蝠起源提供了最为有力的证据。此外她还发现了中国蝙蝠感染尼帕病毒、埃博拉病毒相关病毒的血清学证据，在蝙蝠中发现并鉴定了腺病毒、圆环病毒等新病毒，进一步证实蝙蝠是多种病毒的自然宿主。
2015年，石正麗曾參與可感染人的冠狀病毒研究。2015年11月，北卡罗莱纳大学教堂山分校的研究人员在《自然-医学》上发表关于合成类似SARS冠状病毒的论文，石正丽也是作者之一。
2017年8月，石正麗發表論文，認為SARS病毒源头来自云南蝙蝠洞里的中华菊头蝠。
2018年4月，石正丽团队在国际权威学术期刊《自然》上发表论文，称发现了引发广东大范围猪急性腹泻死亡的一种新型冠状病毒，并将其命名为猪急性腹泻综合征冠状病毒（SADS冠状病毒）。该病毒与一些从广东菊头蝠样本所分离病毒的基因组序列一致性高达98％。
2020年2月，石正丽团队发表新冠病毒相关研究论文，在接受采访时否认人造新冠病毒的说法，表示新冠病毒的源头可能是蝙蝠。
2025年2月，石正丽团队宣布发现利用人类血管紧张素转化酶2感染入侵的新型蝙蝠冠状病毒。

## 荣誉
- 2006年，获中国科学院、人事部授予的先进工作者称号。
- 2007年，获全国五一劳动奖章。
- 2009年，获第三届“中科院十大杰出妇女”荣誉称号[14]。
- 2015年1月，获“2014年度湖北省有突出贡献中青年专家”荣誉称号，享受国务院政府特殊津贴[15]。
- 2016年，获授法国学术界棕榈叶骑士勋章[16]。
- 2018年，获国家自然科学奖（二等奖）[17]。
- 2019年，当选美国微生物学会院士[18]。

## 2019冠状病毒病争议
石正麗和她的病毒研究所同事，多年在全國各採集了成千上萬個帶病毒的蝙蝠樣本，並將樣本保存在武漢病毒研究所。2019冠状病毒病爆發時，石正麗等專家發現和病毒有關的蝙蝠都生長在湖北省之外的地方，他們都驚訝為什麼病毒沒有在這些地方爆發，而在武漢爆發，因而懷疑可能和武漢病毒研究所的帶病毒蝙蝠樣本有關。在武漢病毒研究所長期擔任黨委書記的科學家袁志明，在《生物安全及生物安全保障雜誌》中指出了中國生物安全方面有不少缺陷，沒有達到國際標準，而且條件差，資料不足，實驗室資金和地區資源分配不均等等。
2019新型冠狀病毒疫情期間，医学博士武小华提出，石正丽所在的武漢P4實驗室管理不善，是泄露病毒的来源。石正丽与诸多中國媒体其后出面反驳，表示其论据不足、含有臆测成分，属于不实内容。
2020年4月16日，法病毒专家吕克·蒙塔尼耶（Luc Montagnier，2008年诺贝尔医学奖得主）又提出新冠病毒很可能来自武汉P4实验室，在学界引发争议。

## 外部連結
- Profile: Shi Zhengli （页面存档备份，存于）, from the World Society of Virology
- Profile: Shi Zhengli （页面存档备份，存于）, from the Wuhan Institute of Virology